# 木内昇
木内 昇（きうち のぼり、1967年 - ）は日本の小説家、編集者。
フリーのライター・編集者として活躍する一方、作家デビュー。移ろう時代を生きる人間を描き出す時代小説が好評を得る。『漂砂のうたう』（2010年）で直木賞受賞。ほかに『茗荷谷の猫』（2008年）、『櫛挽道守』（2013年）など。

## 来歴
1967年、東京都で生まれる。東京都立国分寺高等学校、中央大学文学部哲学科心理学専攻卒業。
出版社勤務を経て独立し、インタビュー誌『Spotting』を創刊する。フリーランスの編集者、ライターとして活躍。
2004年に発表した『新選組幕末の青嵐』で小説家としてデビュー。

## 受賞歴
- 2009年 『茗荷谷の猫』で、第2回早稲田大学坪内逍遙大賞を受賞。
- 2011年 『漂砂のうたう』で、第144回直木三十五賞を受賞。
- 2014年 『櫛挽道守』で、第9回中央公論文芸賞を受賞。
- 2014年 『櫛挽道守』で、第27回柴田錬三郎賞を受賞。
- 2014年 『櫛挽道守』で、第8回親鸞賞を受賞。

### 候補作
- 2016年 『よこまち余話』で、第33回織田作之助賞候補。
- 2017年 『球道恋々』で、第34回織田作之助賞候補。

## 著書
- 『東京の仕事場』（2002年 ギャップ出版）
  - 『新・東京の仕事場　増補版』（2005年 平凡社）
- 『ブンガクの言葉』（2003年 青幻舎）
- 『新選組幕末の青嵐』（2004年 アスコム / 2009年 集英社文庫 ISBN 978-4-08-746517-4）
- 『地虫鳴く』（2005年 河出書房新社 / 2010年 集英社文庫 ISBN 978-4-08-746536-5）
- 『あの角まで』（2006年 PHP研究所）
- 『茗荷谷の猫』（2008年 平凡社/ 2011年 文春文庫 ISBN 978-4-1678-2001-5）
- 『浮世女房洒落日記』（2008年 ソニー・マガジンズ ISBN 978-4-7897-3364-9 / 2011年 中公文庫）
- 『漂砂のうたう』（2010年 集英社 / 2013年 集英社文庫 ISBN 978-4-08-745130-6）
- 『笑い三年、泣き三月』（2011年 文藝春秋 / 2014年 文春文庫）
- 『ある男』（2012年 文藝春秋 / 2015年 朝日文庫）
- 『みちくさ道中』(2012年 平凡社 / 2017年 集英社文庫) エッセイ集
- 『櫛挽道守』（2013年 集英社 / 2016年 集英社文庫）
- 『よこまち余話』（2016年 中央公論新社 / 2019年中公文庫)
- 『光炎の人』上・下（2016年 KADOKAWA / 2019年 角川文庫)
- 『球道恋々』(2017年 新潮社 / 2021年 新潮文庫)
- 『火影に咲く』(2018年 集英社 / 2021年 集英社文庫)
- 『化物蝋燭』(2019年 朝日新聞出版)
- 『万波を翔る』(2019年 日本経済新聞社)
- 『占』(2020年 新潮社)
- 『剛心』（2021年 集英社 ISBN 978-4-08-771759-4）
- 『かたばみ』（2023年 KADOKAWA ISBN 978-4-04-112253-2）
- 『惣十郎浮世始末』（2024年6月7日 中央公論新社）[2]